# Tellina similis
Tellina similis är en musselart som beskrevs av James Sowerby mycologist 1806. Tellina similis ingår i släktet Tellina och familjen Tellinidae. Inga underarter finns listade i Catalogue of Life.